# 第352步兵師 (德國國防軍)
第352步兵師（德語：352. Infanterie-Division）是納粹德國國防軍陸軍的一個步兵師。該師於1943年11月在被占领的法国組建。該師組建後，一直在西線驻扎。1944年3月，为了抵御盟军潜在的登陆行动，第352步兵師被调往沿海守卫大西洋防线。 1944年6月1日，它由12,734名士兵、士官和军官组成；「D日」盟军登陆时，第352步兵師负责守卫奥马哈海滩，并对美军造成了巨大的杀伤。
該師於1944年7月遭受重創後解散，同年9月21日在弗伦斯堡重建，並改編為第352國民擲彈兵師（德語：352. Volksgrenadier-Division），該師改編後，繼續在西線作戰，参与了突出部战役。
該師最後於1945年5月在达姆施塔特向盟軍投降。

## 註腳
1. ↑  Mitcham（2007年）